# Magiciens (film)
Pour plus de détails, voir Fiche technique et Distribution.
Magiciens (Чародеи, Tcharodeï) est un téléfilm soviétique réalisé par Konstantin Bromberg, sorti en 1982.
Il a été diffusé à la télévision le 31 décembre 1982.

## Fiche technique
- Titre : Magiciens[1]
- Titre original : Чародеи (Tcharodeï)
- Réalisation : Konstantin Bromberg
- Scénario : Arkadi et Boris Strougatski
- Photographie : Konstantin Apriatine
- Musique : Evgueni Krylatov
- Pays d'origine : URSS
- Format : Couleurs - 35 mm - Mono
- Genre : comédie
- Durée : 147 minutes
- Date de sortie : 1982

## Distribution
- Aleksandra Iakovleva : Aliona Sanina
- Alexandre Abdoulov : Ivan Poukhov
- Ekaterina Vassilieva : Kira Chemakhanskaïa
- Valentin Gaft : Apolon Sataneïev
- Valery Zolotoukhine : Ivan Kivrin
- Emmanouil Vitorgan : Viktor Kovrov
- Mikhaïl Svetine : Foma Bryl
- Roman Filippov : Youli Kamnedeïev
- Lilia Makeïeva : Olga
- Semion Farada
- Anna Achimova : Nina Poukhova